# Graffiti Bridge (album)
Graffiti Bridge is het twaalfde album van de Amerikaanse popartiest Prince en is uitgebracht in 1990. Het fungeert als de soundtrack van de gelijknamige speelfilm Graffiti Bridge. Het album werd als een enkele CD of als dubbel-LP uitgebracht.

## Algemeen
Commercieel gezien deed het album het vooral vergeleken met zijn voorganger en opvolger slechter. Toch kwam het album in veel landen in de album top tien terecht. In Nederland kwam kwam hij op vier, in de Verenigde Staten op zes en in het Verenigd Koninkrijk kwam het album op de eerste positie terecht.
Artistiek gezien werd het album door de critici en de fans zeer gemengd ontvangen. Reden hiervoor was vooral dat het album als rommelig werd ervaren. De aanleiding daarvoor is het feit dat er meerdere nummers niet door Prince worden gezongen, maar door artiesten zoals The Time, George Clinton, Mavis Staples en de toen nog tienerster zijnde Tevin Campbell. Al deze artiesten komen ook in de gelijknamige film voor, die artistiek en commercieel flopte. Een andere reden is dat enkele nummers, opgepoetste nummers zijn uit Prince zijn "kluis", waardoor het album nog minder als een geheel klinkt.
Toch staan er enkele klassieke Prince-nummers op Graffiti Bridge, zoals The Question of U en Joy In Repetition. Het is tevens het eerste album waar de New Power Generation op mee speelt, vanaf dat moment zijn nieuwe begeleidingsband.

## Nummers
| 01. | Can't Stop This Feeling I Got           | 4:25 |
| 02. | New Power Generation                    | 3:39 |
| 03. | Release It (door The Time)              | 3:54 |
| 04. | The Question of U                       | 3:59 |
|     |                                         |      |
| 05. | Elephants and Flowers                   | 3:54 |
| 06. | Round and Round (door Tevin Campbell)   | 3:55 |
| 07. | We Can Funk (samen met George Clinton)  | 5:28 |
| 08. | Joy In Repetition                       | 4:53 |
|     |                                         |      |
| 09. | Love Machine (door The Time)            | 3:34 |
| 10. | Tick Tick Bang                          | 3:31 |
| 11. | Shake! (door The Time)                  | 4:01 |
| 12. | Thieves In the Temple                   | 3:19 |
|     |                                         |      |
| 13. | The Latest Fashion (samen met The Time) | 4:02 |
| 14. | Melody Cool (door Mavis Staples)        | 3:39 |
| 15. | Still Would Stand All Time              | 5:23 |
| 16. | Graffiti Bridge                         | 3:51 |
| 17. | New Power Generation (pt. II)           | 2:57 |

(alle nummers uitgevoerd door Prince, behalve waar aangegeven)

## Singles
Er werden in totaal twee Prince-singles van het album getrokken; Thieves In the Temple en New Power Generation. Daarnaast werden er maxi-singles getrokken van de niet Prince-nummers; Round and Round (door Tevin Campbell), Melody Cool (door Mavis Staples) en Shake! (door The Time).
De maxi-single van New Power Generation kent naast enkele remixes en alternatieve versies twee nieuwe nummers (verspreid over drie tracks), die ondanks elementen van het nummer New Power Generation als aparte composities beschouwd kunnen worden; Get Off/The Lubricated Lady en Loveleft, Loveright. Get Off moet trouwens niet verward worden met Gett Off van Diamonds and Pearls.
Alleen Thieves In the Temple werd een top tien hit (nl: #5, vk: #7, vs: #6). New Power Generation werd maar een kleine hitje (nl: #21).
De single Thieves In the Temple bestaat uit een lange licht geremixte versie van de oorspronkelijke versie van Thieves In the Temple, een "house-mix" en een "house dub"